# UDFj-39546284
UDFj-39546284 ist ein Kandidat für eine Galaxie mit einer Rotverschiebung von z~10. Sie ist damit, zum Zeitpunkt ihrer Entdeckung im Januar 2011, das wahrscheinlich entfernteste bekannte Objekt im Universum. Die Galaxie ist im Hubble Ultra Deep Field im Infrarot-Bereich entdeckt worden.

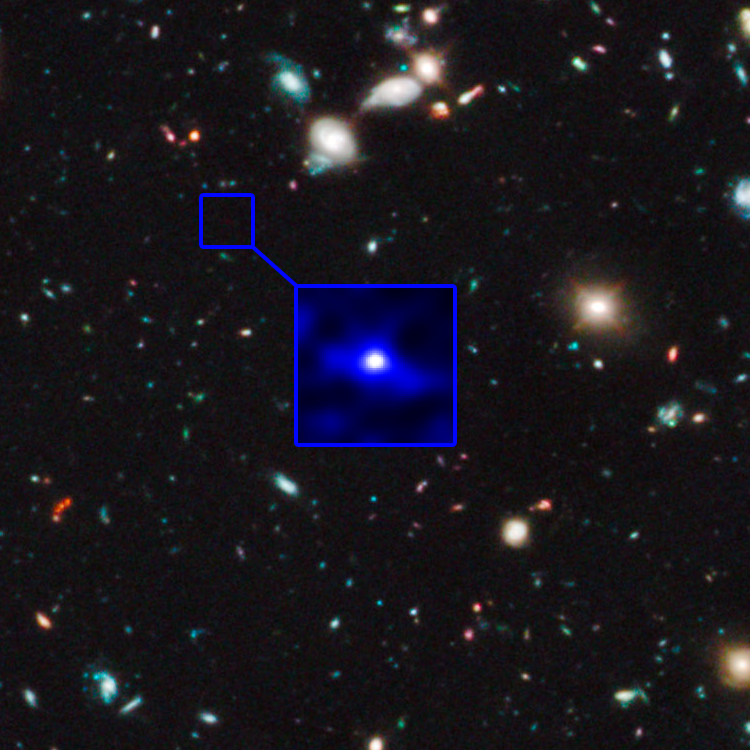
UDFj-39546284

## Eigenschaften
Bei einer Rotverschiebung von z=10 benötigte das Licht 13,2 Milliarden Jahre von UDFj-39546284 zur Erde, das Universum war somit beim Aussenden des Lichtes 480 Millionen Jahre jung. Damit ist UDFj-39546284 eine der ersten Galaxien, die im Universum entstanden sind. Frühere Suchaktionen fanden viele Galaxien, die sich ungefähr 650 Millionen Jahre nach dem Urknall gebildet haben. Falls sich die Entdeckung bestätigt, ist UDFj-39546284 die einzige bisher bekannte Galaxie, die noch älter ist. Zu diesem Zeitpunkt muss die Anzahl der Galaxien und Sterne rasch gewachsen sein.